# Speculaaspasta
Speculaaspasta of speculoospasta is een smeerbaar broodbeleg op basis van respectievelijk speculaas of speculoos. Het idee voor speculaaspasta wordt algemeen toegekend aan Oma Wapsie, schuilnaam van de Nederlandse Rita, die het recept in 2002 op haar website plaatste. 

## Commercialisering
In 2007 raakte het idee van de speculaaspasta bekend door het uitvindingenprogramma De Bedenkers van de Vlaamse omroep Eén. In dat programma stelden twee personen, afzonderlijk van elkaar, de pasta als idee voor. De pasta van marketingmanager Els Scheppers eindigde in de finale, terwijl de pasta van chef-kok Danny De Maeyer, die reeds een octrooi had gekregen op zijn uitvinding, door de jury als minder goed werd gekwalificeerd. Een verschil tussen beide is dat de versie van De Maeyer kruiden bevat (speculaas), die van Scheppers is gebaseerd op Lotus (speculoos), dat alleen kaneel bevat als kruid.
De pasta van De Maeyer kwam in november 2007 op de markt onder de naam Speculla. De pasta van Scheppers kwam voorjaar 2008 op de markt als Lotus Speculoospasta. Voor Lotus werd dit een commercieel succesvol product. Lotus kocht in 2009 het octrooi van De Maeyer op.
Op 20 januari 2011 vernietigde de rechtbank van koophandel van Gent het octrooi, vanwege de eerdere beschikbaarheid van het recept op de Nederlandse receptensite Oma Wapsie.

## Export
In Duitsland heet het product Spekulatiuscreme, zoals opgetekend in het handboek Alles Klar uitgegeven door Van In. In het Engels spreekt men over Cookie Butter.